# Victor Öhling Norberg
Victor Öhling Norberg, né le 22 mai 1990 à Tannas, est un skieur acrobatique suédois spécialiste du skicross. Il est champion du monde de skicross en 2017 et a gagné la Coupe du monde de skicross en 2014.

## Palmarès

### Jeux olympiques
| Édition/Discipline | skicross |
| Sotchi 2014        | 9e       |
| Pyeongchang 2018   | 22e      |

### Championnats du monde
| Édition/Discipline             | skicross |
| Mondiaux 2013 à Voss-Myrkdalen | Abandon  |
| Mondiaux 2015 à Kreischberg    | Bronze   |
| Mondiaux 2017 à Sierra Nevada  | Or       |

### Coupe du monde
- Meilleur classement général : 5e en 2015.
- 1 petit globe de cristal :
  - Vainqueur du classement skicross en 2014.
- 19 podiums dont 7 victoires.

#### Détails des victoires
| Édition / Épreuve | Skicross   |
| 2012-2013         | Sotchi     |
| 2013-2014         | Åre        |
| 2014-2015         | Arosa      |
| 2014-2015         | Arosa      |
| 2014-2015         | Åre        |
| 2015-2016         | Innichen   |
| 2015-2016         | Idre Fjäll |